# Топасево
Топа́сево (тат. Тупач) — село в Мензелинском районе Республики Татарстан, в составе Коноваловского сельского поселения.

## География
Село находится на правом притоке реки Мензеля, в 18 км к юго-западу от районного центра, города Мензелинска.

## История
Село известно с 1719 года. До 1860-х годов жители относились к категории государственных крестьян. Основные занятия жителей в этот период – земледелие и скотоводство.
В «Списке населенных мест по сведениям 1870 года», изданном в 1877 году, населённый пункт упомянут как деревня Топасева 5-го стана Мензелинского уезда Уфимской губернии. Располагалась при речке Обезьянке, по левую сторону почтового тракта из Мензелинска в Елабугу, в 15 верстах от уездного города Мензелинска и в 20 верстах от становой квартиры в деревне Кузекеева (Кускеева). В деревне, в 65 дворах жили 306 человек (172 мужчины и 134 женщины, татары), были мечеть, училище. Жители занимались земледелием, скотоводством.
В начале XX века здесь функционировали мечеть, мектеб, хлебозапасный магазин, бакалейная лавка. В этот период земельный надел сельской общины составлял 884,2 десятины.
До 1920 года село входило в Мензелинскую волость Мензелинского уезда Уфимской губернии. С 1920 года в составе Мензелинского кантона ТАССР. С 10 августа 1930 года в Мензелинском районе.
В 1920-е годы в селе открыта начальная школа. В 1930 году — организован колхоз «Кызыл тан».

## Население
| 1795 | 1859 | 1870 | 1884 | 1897 | 1906 | 1913 | 1920 | 1926 | 1938 | 1949 | 1958 | 1970 | 1979 | 1989 | 2002 | 2010 | 2017 |
| ---- | ---- | ---- | ---- | ---- | ---- | ---- | ---- | ---- | ---- | ---- | ---- | ---- | ---- | ---- | ---- | ---- | ---- |
| 95   | 285  | 306  | 434  | 584  | 659  | 812  | 912  | 756  | 732  | 735  | 575  | 604  | 488  | 331  | 298  | 205  | 258  |

Национальный состав села: татары.

## Экономика
Жители села работают преимущественно в ООО «Агрофирма «Мензелинские зори».

## Объекты образования, медицины и культуры
В селе действуют Центр психолого-педагогической реабилитации и коррекции (с 2015 года), многофункциональный центр (с 2016 года, в нем располагаются клуб, библиотека, фельдшерско-акушерский пункт).

## Религиозные объекты
Мечеть (с 2007 года).